# Новоуральск
Новоура́льск (в 1954—1994 годах — Свердло́вск-44) — город в Свердловской области, закрытое административно-территориальное образование, административный центр Новоуральского городского округа. Расположен на реках Бунарке и Ольховке.

## Географическая характеристика
Новоуральск расположен на Среднем Урале, на восточных отрогах Уральского хребта, западнее посёлка городского типа Верх-Нейвинского. Река Бунарка и её правый приток Ольховка практически сонаправлены с осями жилой застройки. Новоуральск удалён от Екатеринбурга на 54 км (по автодороге — на 77 км) к северо-западу и от Нижнего Тагила на 74 км (по автодороге — на 87 км). Площадь Новоуральска — 31,9 км².
Новоуральск вместе с пятью подчинёнными ему населёнными пунктами образует закрытое административно-территориальное образование город Новоуральск и муниципальное образование Новоуральский городской округ, являясь административным центром данных образований.

### Климат
Новоуральск находится в зоне умеренно континентального климата с характерной резкой изменчивостью погодных условий, хорошо выраженными временами года. Несмотря на свою незначительную высоту, Уральские горы преграждают путь массам воздуха, поступающим с запада, из европейской части России. В результате Средний Урал оказывается открытым для вторжения холодного арктического воздуха и сильно выхоложенного континентального воздуха Западно-Сибирской равнины, в то же время с юга могут беспрепятственно проникать тёплые воздушные массы Прикаспия и пустынь Средней Азии. Поэтому для Новоуральска характерны резкие колебания температуры и формирование погодных аномалий: зимой — от суровых морозов ниже −30 °C до оттепелей и дождей, а летом — от жары выше +35 °C до заморозков.

## История
Новоуральск ведёт свою историю с 17 февраля 1941 года, когда на переданных наркомату авиапромышленности землях на окраине рабочего посёлка Верх-Нейвинского началось строительство завода лёгких сплавов № 484 и нескольких заводских посёлков. В 1940—1950-х годах на месте будущего города появились посёлки: Фанерный, Постоянный, Временный, Первомайский, Первый Зелёный (Первый Финский), Второй Зелёный (Второй Финский), Третий Зелёный (Третий Финский), Четвёртый Зелёный, Западный, Северный и Билимбаевский кордон. Развитие инфраструктуры и социальной сферы находилось в ведении Среднеуральского управления строительства. Первый генеральный план был создан ленинградским проектным институтом ГСПИ-2. В 1943 году на площадях построенного, но так и не начавшего свою работу, завода № 484 был размещён эвакуированный из Москвы Союзный завод № 261 Наркомата авиационной промышленности СССР. В годы Великой Отечественной войны на нём было налажено производство гидравлических шасси и других деталей для самолётов.
В 1946 году на производственной базе завода № 261 началось сооружение газодиффузионного завода «Комбинат № 813», предназначенного для производства высокообогащённого урана. Три года спустя завод Д-1 произвёл материал, использованный при создании первой советской урановой атомной бомбы. Второй газодиффузионный завод был сдан в эксплуатацию в 1951-м. В последующие два года было введено в строй несколько очередей завода Д-4.
17 марта 1954 года Указом Президиума Верховного Совета РСФСР строящийся населённый пункт официально получил статус города и наименование Ново-Уральск, однако как закрытый город тут же попал под гриф секретности и получил «номерное» название Свердловск-44.
В 1957 году был построен опытный завод, использовавший центрифужные технологии обогащения урана. Построенный несколько лет спустя электрохимический комбинат захватил мировое лидерство в области центробежной технологии разделения изотопов урана. В 1967 году был основан Уральский автомоторный завод, ныне не существующий. С начала 1970-х годов предприятие поставляло низкообогащённый уран во Францию, Испанию, Бельгию, Великобританию, Германию, Швецию, Финляндию, Италию, Южную Корею и США.
4 января 1994 года городу Свердловску-44 возвращено историческое название Новоуральск, а также создано закрытое административно-территориальное образование город Новоуральск. В состав ЗАТО кроме города вошли также пять населённых пунктов Невьянского района. Город рассекречен и официально включён в административно-территориальное устройство Свердловской области. Также планировалось переподчинение городу Новоуральску соседних посёлка Верх-Нейвинского и города Верхнего Тагила, но они образовали самостоятельные муниципальные образования.
В рамках договорённостей, заключённых между Россией и Соединёнными Штатами Америки в первой половине 1990-х годов, в 1995 году Уральский электрохимический комбинат приступил к переработке высокообогащённого урана, предназначавшегося для военных нужд, в низкообогащённый уран для американских атомных электростанций.
В настоящее время Новоуральск входит в число крупных промышленных центров Урала. Ведущее предприятие — Уральский электрохимический комбинат. Оно производит изотопы урана. На его долю приходится 49 % всех российских обогатительных мощностей. Предприятие обеспечивает работой 2300 горожан. Электрохимический комбинат занимается разработкой и производством приборов и систем управления технологическими процессами в атомной промышленности, выпускает стандартные образцы изотопного состава урана, аккумуляторы для различных видов космических аппаратов, самолётов и вертолётов, электрохимические генераторы тока для энергоустановок космических аппаратов и подводных лодок, фильтры тонкой очистки и стерилизации газов.
В Новоуральск, на Уральский электрохимический комбинат, ввозят урановые «хвосты» (радиоактивные отходы от обогащения урана) из Германии.

## Население

### Численность населения
| 1995    | 1996    | 2002    | 2003    | 2005    | 2008    | 2009    | 2010    | 2012    |
| ------- | ------- | ------- | ------- | ------- | ------- | ------- | ------- | ------- |
| 92 500  | ↗92 600 | ↗95 414 | ↘95 400 | ↘95 000 | ↘92 700 | ↘92 183 | ↘85 522 | ↘84 352 |
| 2013    | 2014    | 2015    | 2016    | 2017    | 2018    | 2019    | 2020    | 2021    |
| ↘83 623 | ↘83 107 | ↘82 594 | ↘81 854 | ↘81 577 | ↘81 202 | ↘80 723 | ↘80 357 | ↘78 479 |
| 2023    |         |         |         |         |         |         |         |         |
| ↘77 894 |         |         |         |         |         |         |         |         |

На 1 января 2025 года по численности населения город находился на 212-м месте из 1124 городов Российской Федерации.
По численности населения находится на 6-м месте из 47 городов Свердловской области, уступая Екатеринбургу, Нижнему Тагилу, Каменску-Уральскому, Первоуральску и Серову.

### Демография
Трудовые ресурсы составляют 55,6 % населения.
Средняя продолжительность жизни в городе составляет: у мужчин — 67 лет, у женщин — 75 лет.

## Особый режим ЗАТО
Город Новоуральск является одним из 38 закрытых административно-территориальных образований, одним из 10 городов «Росатома». Статус ЗАТО определён законом РФ от 14.07.1992 № 3297-1 «О закрытом административно-территориальном образовании».
В городе действует пропускной режим: жители Новоуральска и всего Новоуральского городского округа имеют постоянные пропуска (лица до 18 лет имеют пропуска установленного образца, которые необходимо менять), иногородние жители могут оформить временный пропуск через родственников в городе или какую-либо организацию (для трудоустройства, обучения в городе и других целей), иностранным гражданам въезд (вход) на территорию города запрещён. Нарушение особого режима в ЗАТО влечёт за собой административную ответственность по статье 20.19 КоАП РФ: наложение административного штрафа в размере 3000—5000 рублей. По периметру город обнесён забором с колючей проволокой. Действуют 10 контрольно-пропускных пунктов:
- КПП № 1 «Посёлок» (автомобильный, въезд в город со стороны улицы Щекалёва посёлка Верх-Нейвинского);
- КПП № 2 «Вокзал» (пешеходный, рядом с железнодорожной станцией Верх-Нейвинск);
- КПП № 3 (пешеходный, рядом с водной);
- КПП № 4 «Мурзинка» (автомобильный, въезд в город с Загородного шоссе);
- КПП № 5 (пешеходный, рядом с Жилдомом);
- КПП № 6 «Южный» (автомобильный, въезд в город со стороны посёлка Мурзинка);
- КПП № 7 «Билимбай» (автомобильный, дорога на коллективные сады «Автозаводец-1» и войсковое стрельбище в/ч 3280);
- КПП № 8 (автомобильный, тупиковая дорога на бывшую воинскую часть и СНТ «Строитель-1»);
- КПП № 9 «Белоречка» (автомобильный, въезд в город со стороны посёлка Белоречка);
- КПП № 10 (автомобильный, тупиковый выезд на Маневровую улицу и железнодорожную станцию Северную).

Сельские населённые пункты, входящие в состав административно-территориальной единицы ЗАТО г. Новоуральск, находятся за пределами контролируемой зоны и открыты для въезда.
Охрана контролируемой зоны (проверка пропусков, патрулирование городского периметра и так далее) осуществляется сотрудниками МУВО № 5 ФГУП «Атом-охрана».

## Внутреннее деление
Согласно генеральному плану, город Новоуральск разделён на 8 жилых районов. Севернее жилой зоны города расположена промзона УЭХК и других предприятий.
- Привокзальный район

Расположен западнее Верх-Нейвинского посёлка и пруда и отделён от них охраняемым периметром. Со стороны Верх-Нейвинского создаёт красивый облик города. Включает микрорайоны № 8 и № 9, застроенные многоэтажными домами 1980—1990-х годов и множеством кварталов мало- и среднеэтажных домов конца 1940—1950-х годов постройки. Имеются также участки усадебной застройки того же периода. Здесь расположен больничный городок, а также две основные площади, формирующие исторический облик города.
- Центральный район

«Старый город». Включает микрорайоны № 6 и № 7 мало- и среднеэтажной застройки 1950—1970-х годов. В Центральном районе расположено много общественных зданий различного назначения, в том числе Центральный стадион, ДК УЭХК, ДК «Новоуральский», детская и центральная городская библиотека, торговые комплексы, школы и другие общественные заведения.
- Западный район (Автозаводский)

Расположен на восточных отрогах Бунарского хребта, в отдалённой части города. Включает микрорайоны № 3 и № 4 средне- и многоэтажной застройки 1970—1990-х годов.
- Юго-Западный район

Микрорайон № 15 застроен средне- и многоэтажными домами 1970—1990-х годов постройки. Юго-Западный также включает лесопарковую территорию и часть поймы реки Бунарки. В перспективе ожидается застройка к югу от 15-го микрорайона.
- Бунарский район

Район состоит из средне- и малоэтажной застройки. В него входят микрорайоны № 1 и № 2 средне- и многоэтажной застройки 1960—1980-х годов, микрорайон № 12, Зелёный посёлок, объекты коммунального назначения (гаражи, производственная база цеха № 77 УЭХК) и частично застроенный частными домами микрорайон № 13. Остальная часть района занята лесопарком.
- Южный район

Новый район на юге города, выделяющийся красно-белыми тонами стен домов. Включает многоэтажные новостройки микрорайонов № 20 и № 21 (собственно Южный), № 11 (частично застроен многоэтажными новостройками и общественными объектами, остальная часть — лесопарковая зона), территории коммунального назначения между Объездным шоссе и улицей Жигаловского.
Также район включает микрорайон № 5, не ассоциируемый у местных жителей с Южным. Ввиду относительной близости к центру города, нежели к Южному району, а также застройки среднеэтажными домами 1960—1970-х годов его выделяют в отдельный Парковый район. Парковый расположен восточнее лыжной базы и представляет собой «перешеек» между Центром и Южным.
- Восточный район

Ассоциирован с так называемым «Новым Южным». Включает микрорайон № 22А средне- и многоэтажной жилой застройки 1990-х и 2000-х годов, территории объектов общественного и коммунального назначения, садовые участки. В перспективе строительство аллеи и нового микрорайона № 22Б к югу от микрорайона № 22А.
- Мурзинский район

Расположен к югу от Южного района в границах Объездного шоссе, улицы Ленина и садовых участков. В настоящий момент территория занята лесопарковым массивом, в котором начато строительство квартала усадебных домов. В перспективе строительство предусмотрено в южном направлении, в сторону Мурзинки.

## Экономика
- Уральский электрохимический комбинат — градообразующее предприятие, мировой лидер разделительного производства изотопов урана.
- Новоуральский приборный завод — производство приборов технологического контроля, аварийной защиты и электроснабжения атомных электростанций.
- ООО «Экоальянс» — производство каталитических систем нейтрализации отработавших газов автомобилей.
- ООО «УЭХК-Телеком» — оператор связи, предоставляющий телефонную связь, доступ в Интернет и услуги кабельного телевидения на территории Новоуральского городского округа.
- ООО «Завод Медсинтез» — производство медицинских препаратов.
- ОАО «Хлеб» — производство хлебобулочных изделий.
- ООО «Новоуральский мясной комбинат» — производство мясных изделий.
- ПАО «Новоуральский молочный завод» — производство молочных изделий.

#### ТОСЭР «Новоуральск»
Постановлением Правительства РФ от 12 февраля 2019 года № 130 за городом утверждён статус территории опережающего социально-экономического развития (ТОСЭР).
В сентябре 2022 года в Минэкономразвития РФ велась разработка плана по увеличению территории ТОСЭР «Новоуральск» на 88 гектаров. В состав территории планировалось включить 22 новых земельных участка, в том числе за счёт площадки бывшего завода «Амур» и прибрежной полосы Верх-Нейвинского пруда.
В число запрещённых видов экономической деятельности вошли: лесозаготовка, производство нефтепродуктов, алкогольных напитков, табачных изделий и операции с недвижимым имуществом.

## Достопримечательности
- Скала Висячий Камень и Александровский рудник
- Скалы Бунарские идолы
- Ряд монументов на условной границе Европы и Азии, среди которых выделяется обелиск в окрестностях горы Перевал, на старой Пальниковской дороге[29]
- Стела первостроителям города (ранее площадь 25-летия города)
- Церковь Серафима Саровского
- Мемориал советским воинам, павшим в годы Великой Отечественной войны, с Вечным огнём
- Памятник воинам, погибшим в Афганистане, Чечне и других локальных войнах
- Памятник участникам ликвидации и жертвам радиационных аварий и катастроф
- Мемориальный комплекс «Создателям первого в мире производства обогащения урана на центрифугах»

## Наука
В городе создан мощный отраслевой научно-промышленный комплекс, в котором занято несколько десятков докторов и кандидатов наук.

## Образование

### Дошкольное образование
Работают 12 детских муниципальных дошкольных учреждений и 23 детских комбината.

### Среднее образование
- Новоуральская школа № 1 (ранее коррекционная школа № 50)
- Новоуральская школа № 2 (ранее коррекционная школа № 59)
- Средняя школа № 40
- Гимназия № 41
- Средняя школа № 45
- Гимназия №47
- Средняя школа № 48
- Средняя школа № 49
- Новоуральская школа-интернат № 53
- Средняя школа № 54
- Лицей № 56
- Средняя школа № 57
- Лицей № 58

### Профессиональное образование
- Медицинский колледж (филиал СОМК)
- Политехнический колледж
- Новоуральский технологический колледж

### Высшее образование
Единственное высшее учебное заведение города — Новоуральский технологический институт — филиал федерального государственного бюджетного образовательного учреждения «Национальный исследовательский ядерный университет „МИФИ“».

### Дополнительное образование
- Центр внешкольной работы (ЦВР)
- Межшкольный учебно-производственный комбинат
- Станция юных техников (СЮТ)
- Детская художественная школа
- Детская школа искусств
- Гончарная мастерская

## Культура и искусство

### Музеи
- Новоуральский историко-краеведческий музей

### Театры
- Театр музыки, драмы и комедии
- Театр кукол «Сказ»

### Кинотеатры
- Кинотеатр «Нейва»

### Дворцы культуры
- Дворец культуры УЭХК
- Дворец культуры «Новоуральский»

### Библиотеки
- Библиотека для детей и юношества (ранее — кинотеатр «Родина»)
- Центральная публичная библиотека

- Театр Музыки и Комедии
- Дом культуры УЭХК
- Библиотека для детей и юношества

## Средства массовой информации

### Печать
- Газета «Наша городская газета»
- Газета «Нейва»

### Телевидение
В городе работает Новоуральская вещательная компания, владеющая кабельной сетью «Электросвязь», предоставляющей пакет услуг цифрового телевидения. В городе работает телеканал «Эхо-ТВ» (ООО «Электросвязь. Сети. Системы»), также Новоуральская Вещательная Компания, занимающая по договорённости эфир канала «ОТВ» («Областное телевидение»).

### Кабельное и цифровое телевидение
- МУП «Электросвязь» Новоуральская вещательная компания
- Кабельное цифровое телевидение ООО «УЭХК-Телеком»
- Кабельное цифровое телевидение ООО «Электросвязь. Сети. Системы»

### Радиовещание
- 87,8 МГц — «Новое Радио»[30]
- 91.6 МГц  — (ПЛАН) «Европа Плюс»
- 93,2 МГц — «Канал Воскресение»
- 96,7 МГц — «Волна FM»
- 98,2 МГц — (ПЛАН) «Маруся FM»
- 99,8 МГц — «Радио России» / «Радио Урала»
- 101,6 МГц — «Русское радио»
- 102,2 МГц — «Юмор FM»
- 102,9 МГц — «Радио Дача»
- 103,4 МГц — «DFM»
- 103,9 МГц — «Милицейская Волна»
- 104,3 МГц — «Радио СИ»
- 105,3 МГц — «НВК FM»[31]
- 106,6 МГц — «Радио Рекорд»
- 107,3 МГц — «Авторадио»
- 107,9 МГц — «Н-Радио»[32]

## Транспорт

### Железнодорожное сообщение
Ближайшая к городу железнодорожная станция — Верх-Нейвинск (Свердловская железная дорога). Находится на железнодорожной магистрали Екатеринбург — Нижний Тагил — Москва. Станция расположена к северо-западу от города, в полутора километрах от центра, со стороны посёлка Верх-Нейвинского.
Прямое железнодорожное сообщение дальнего следования связывает станцию с Москвой, Соликамском, Приобьем. Пригородное сообщение — с Екатеринбургом, Нижним Тагилом, Серовом, Качканаром. Через станцию следуют скоростные электропоезда «Ласточка» и «Финист».
Для усадебного микрорайона 24, окраин Южного района и Загородного шоссе фактически ближайшей железнодорожной станцией является Мурзинка, но дорожные сети города не ориентированы на неё.
На территории города и за его пределами расположены станции, осуществляющие только грузовое сообщение промышленного назначения:
- Западная (в районе бывшего цеха № 37 УЭХК),
- Зелёная[34] (в районе цеха № 32 УЭХК),
- Северная[34] (за границей города, западнее 437-го километра железнодорожной ветки Пермь — Нижний Тагил — Екатеринбург).

### Автобусное сообщение
Налаженная система общественного транспорта позволяет поддерживать живое взаимодействие между всеми жилыми районами. Перевозка осуществляется двумя перевозчиками: АО «Транспорт. Содействие. Бизнес» и простым товариществом «Авангард». Основной парк автобусов предоставлен марками: ПАЗ, Ford Transit, Hyundai County, КАМАЗ-4290. С ноября 2021 года в автобусах города появилась возможность безналичной оплаты проезда.

#### Городские маршруты
- № 1 Жигаловского — М. Горького
- № 2 21 МКР — М. Горького
- № 3 Вокзал — 15 МКР — 20 МКР — Вокзал
- № 4 Вокзал — 20 МКР — 15 МКР — Вокзал
- № 5 Сады — 21 МКР — Сады
- № 9 Южный — Вокзал — Южный
- № 11 Промышленная — Сады
- № 12 Промышленная — УЭХК — Промышленная
- № 23 Промышленная — Центральный стадион — Промышленная
- № 26 Промышленная — Жигаловского — Промышленная
- № 76 21 МКР — Сады

#### Пригородные маршруты
- № 100 Художественная школа — СНТ «Автозаводец» (сезонный)
- № 110 Промышленная — СНТ «Автозаводец» (сезонный)
- № 111 Новоуральск — Пальники
- № 114 ДППС — СНТ «Строитель» (сезонный)
- № 115 Новоуральск — СНТ «Тарасково» (сезонный)
- № 122 Новоуральск — Тарасково
- № 195 Спортпавильон «Кедр» — СНТ «Дачное» (сезонный)
- № 196 Спортпавильон «Кедр» — СНТ «Лесные Дачи» (сезонный)

#### Междугородные маршруты
- № 105 Новоуральск — Верхний Тагил (по пятницам и выходным дням)
- № 106 Первоуральск — Новоуральск
- № 109 Новоуральск — Невьянск
- № 605 Новоуральск — Екатеринбург (Северный автовокзал)

### Авиатранспорт
Ближайший аэропорт — Кольцово — в Екатеринбурге, в 96 км от Новоуральска.

## Социальная сфера
В городе более 300 предприятий розничной торговли, несколько десятков предприятий общественного питания, служб быта, отделений почтовой связи. Рядом с городом, в районе станции Верх-Нейвинск, расположен рынок.

## Здравоохранение
Система здравоохранения включает:
- больничный городок,
- станцию скорой помощи,
- профилакторий,
- 4 поликлиники,
- несколько десятков аптек.

## Почётные граждане
| - Баженов Владимир Александрович (р. 28.11.1932) — инженер-конструктор, лауреат Государственной премии, ветеран труда. - Барановский Николай Николаевич (15.05.1922 — 24.04.2001) — заместитель директора УАМЗа, участник Великой Отечественной войны, председатель Исполкома Горсовета. - Бисярин Николай Павлович (р. 28.11.1933) — главный технолог УЭХК, ветеран труда. - Боженко Сергей Дмитриевич (21.01.1924 — 28.11.1999) — электромонтёр, участник Великой Отечественной войны, Герой Социалистического труда. - Боков Пётр Иванович (р. 17.06.1941) — начальник Среднеуральского управления строительства, заслуженный строитель Российской Федерации. - Бондарь Николай Иванович (р. 22.09.1962) — мастер спорта международного класса по спортивному ориентированию. - Братолюбова Татьяна Игнатьевна (р. 27.01.1928) — заслуженный строитель РСФСР, Ветеран труда. - Бушланова Светлана Серафимовна (р. 20.12.1943) — директор школы № 56, заслуженный учитель Российской Федерации. - Винокуров Николай Васильевич (22.12.1947 — 04.12.2022) — заведующий городской поликлиникой, ветеран труда, отличник здравоохранения. - Гаврилов Александр Васильевич (06.10.1923 — 24.08.2022) — артист «Театра музыки, драмы и комедии», заслуженный артист Российской Федерации, участник Великой Отечественной войны, ветеран труда. - Данченко Николай Михайлович — основатель и первый директор предприятия ООО «Экоальянс», ветеран атомной энергетики и промышленности. - Джилавян Завен Сумбатович (15.02.1909 — 12.10.1983) — строитель, ветеран труда. - Дмитриев Юрий Александрович (р. 25.09.1935) — начальник цеха № 24 УЭХК, ветеран труда. - Ерёмин Станислав Георгиевич (р. 26.02.1951) — баскетболист и тренер, заслуженный мастер спорта СССР, заслуженный тренер России. - Жигаловский Борис Всеволодович (05.12.1918 — 03.06.1994) — учёный-физик, лауреат Ленинской и Государственной премий, заслуженный деятель науки и техники РСФСР, доктор технических наук. - Завада Григорий Демидович (20.08.1925 — 04.01.2013) — председатель комитета профсоюза УЭХК. - Зайцев Александр Иванович (р. 15.07.1953) — инженер, ветеран атомной промышленности и энергетики, бывший глава НГО. - Зверев Александр Дмитриевич (01.09.1911 — 15.04.1986) — начальник 4-го управления Министерства среднего машиностроения, лауреат Ленинской и Государственной премий, Герой Социалистического труда. - Израилевич Иосиф Семёнович (25.12.1926 — 16.06.2016) — учёный-физик, лауреат Ленинской и Государственной премий, доктор технических наук. - Калмаков Юрий Данилович — инженер-технолог УЭХК, ветеран атомной промышленности и энергетики. - Кикоин Исаак Константинович (15.03.1908 — 28.12.1984) — учёный-физик, академик Академии наук СССР, доктор физико-математических наук. - Кнутарев Анатолий Петрович (р. 25.10.1935) — генеральный директор УЭХК, заслуженный технолог Российской Федерации, лауреат Государственной премии. - Корнилов Виталий Фёдорович (31.07.1935 — 25.09.1997) — генеральный директор УЭХК, лауреат Государственной премии. - Корнилова Ольга Петровна (р. 28.06.1917) — врач, участник Великой Отечественной войны, ветеран труда. - Кузнецов Пётр Дмитриевич — инженер-строитель, исполнительный директор предприятия «Корвет». - Кузнецова Валентина Владимировна — председатель Профсоюзной организации неработающих пенсионеров УЭХК, член Общественной палаты округа. - Лаврёнова Генриэтта Петровна (12.04.1929 — 10.01.2024) — учитель, директор школы № 55, ветеран труда. - Лившиц Бронислава Самуиловна (р. 30.12.1926) — счетовод, заведующая городским финансовым отделом, ветеран труда. - Лихачёва-Кунина Ираида Дмитриева (14.11.1926 — 06.10.2017) — актриса театра, народная артистка РФ, ветеран труда. - Лысков Игорь Иванович (р. 11.06.1922) — главный инженер Управления механизации, участник Великой Отечественной войны, ветеран труда. - Матвеев Виктор Константинович (18.01.1929 — 11.03.2013) — первый секретарь горкома КПСС, заместитель генерального директора завода им. Калинина, кандидат технических наук. - Мосолов Александр Иванович (21.12.1928 — 18.10.2006) — заслуженный врач РСФСР, ветеран труда. - Нетребина Людмила Геннадьевна (07.12.1925 — 23.10.2012) — учитель, Отличник народного просвещения, ветеран труда. - Никитин Александр Васильевич — врач-травматолог-ортопед, ветеран труда. - Опарин Всеволод Дмитриевич (20.11.1929 — 06.12.2003) — заместитель генерального директора СПАО СУС по производству, ветеран атомной энергетики и промышленности. - Петрушков Александр Максимович (ум. 21.04.2022) — директор ДОКа, ветеран атомной энергетики и промышленности. - Преображенская Регина Сигизмундовна (р. 20.06.1926) — учитель, Отличник народного просвещения, ветеран труда. - Просвирников Юрий Степанович (р. 18.05.1928) — ведущий инженер-энергетик УЭХК, заслуженный рационализатор РСФСР и заслуженный энергетик РФ, кандидат технических наук, ветеран труда. - Пятков Степан Никифорович (20.10.1917 — 05.10.1996) — строитель, участник Великой Отечественной войны, ветеран труда. - Савчук Андрей Иосифович (16.03.1922 — 11.02.2004) — директор УЭХК, лауреат Ленинской и Государственной премий, Герой Социалистического труда, доктор технических наук. - Сапсай Константин Григорьевич (р. 26.10.1934) — главный технолог ООО «ННКЦ», лауреат Государственной премии. - Семигина Надежда Васильевна (21.08.1921 — 12.10.2012) — учитель, Отличник народного просвещения, ветеран труда. - Сивачев Алексей Алексеевич, (14.02.1921 — 28.03.1989) — участник Великой Отечественной войны, заслуженный учитель РСФСР. - Симакова Мария Ивановна (р. 10.07.1927) — заслуженный врач Российской Федерации. - Скробов Игорь Тимофеевич (р. 1929) — директор музыкальной школы, заслуженный работник культуры Российской Федерации. - Тегенцев Владимир Петрович (19.09.1922 — 22.04.1987) — участник Великой Отечественной войны, Герой Советского Союза. - Терешко Анатолий Тихонович (13.01.1927 — 29.07.2021) — директор школы № 41, заслуженный учитель Российской Федерации, участник Великой Отечественной войны. - Тихина Ольга Германовна (05.07.1932 — 23.03.2006) — врач, ветеран труда. - Унгвицкий Евгений Александрович (05.04.1917 — 09.05.2008) — заслуженный энергетик РСФСР, участник Великой Отечественной войны, ветеран труда. - Утков Владимир Михайлович (р. 25.07.1937) — строитель, ветеран труда. - Фадеев Герман Андреевич (12.07.1923 — 07.06.2011) — аппаратчик цеха 53 УЭХК, участник Великой Отечественной войны, Герой Социалистического труда. - Филин Виктор Николаевич (24.11.1932 — 09.09.1989) — строитель, ветеран труда. - Фоменко Николай Михайлович (23.04.1934 — 22.11.2006) — директор УАМЗ. - Хадизянов Равиль Тавкельевич (р. 02.07.1953) — боксёр и тренер высшей категории России. - Харитонов Пётр Петрович (22.04.1925 — 07.07.2008) — главный инженер УЭХК, лауреат Ленинской и Государственной премий, ветеран атомной энергетики и промышленности. - Харитонова Валентина Ильинична — ветеран, педагог и общественный деятель. - Хорст Александр Георгиевич (11.12.1927 — 18.12.2003) — хореограф, заслуженный артист РСФСР. - Черепанова Екатерина Фоминична (р. 06.08.1952) — строитель, ветеран труда. - Шарапов Николай Павлович (03.08.1926 — 25.03.2008) — председатель Городского совета ветеранов войны, труда, Вооружённых сил и правоохранительных органов, кандидат исторических наук. - Шеенков Михаил Петрович (21.11.1926 — 05.07.2001) — аппаратчик цеха № 24 УЭХК, Герой Социалистического труда, ветеран атомной энергетики и промышленности. - Язев Валерий Афонасьевич (р. 29.10.1949) — депутат Государственной Думы Российской Федерации, член Высшего совета партии «Единая Россия», Президент Российского газового общества. |